# Japán sárgafarkú
A japán sárgafarkú (Seriola quinqueradiata) a csontos halak (Osteichthyes) főosztályának a sugarasúszójú halak (Actinopterygii) osztályába, ezen belül a sügéralakúak (Perciformes) rendjébe és a tüskésmakréla-félék (Carangidae) családjába tartozó halfaj.

## Elterjedés
Ezek a sósvízi állatok rajokban élnek. A Csendes-óceánban terjedt el, Dél-Koreától Hawaiiig.

## Felhasználása, tradíció
A halat nagyra értékelik Japánban, ahol hamachinak vagy burinak hívják. Ezeket főzve vagy nyersen fogyasztják, és szezonális kedvencek a hidegebb hónapokban, amikor a húsnak magasabb a zsírtartalma. Az elfogyasztott hal egy részét vadon fogják, de jelentős részét tenyésztik (körülbelül 120 000 tonna évente). A halkarámok betelepítésére minden májusban a halászok a kis halivadékokra (modzsako) halásznak, melyek a hínárok alatt úsznak. A modzsakóval együtt kiszedik a hínárt, és vízi karámba helyezik.
A kis ivadékok addig nőnek, amíg a halak el nem érik a 10-50 grammos tömeget, az ivadékokat Kelet-Japánban inadának nevezik. Ezután a szakembereknek adják el őket, akik addig termesztik őket, amíg el nem érik a 3 kilogrammot. A felnőtt, kifejlett példányokat burinak hívják.

## Fordítás
- Ez a szócikk részben vagy egészben  a   japanese amberjack című angol Wikipédia-szócikk fordításán alapul.  Az eredeti cikk szerkesztőit annak laptörténete sorolja fel. Ez a jelzés csupán a megfogalmazás eredetét és a szerzői jogokat jelzi, nem szolgál a cikkben szereplő információk forrásmegjelöléseként.